# Othmar Ammann

Büste an der ETH Zürich (1961)

Othmar Hermann Ammann (* 26. März 1879 in Feuerthalen, Schweiz; † 22. September 1965 in Rye, New York) war ein schweizerisch-US-amerikanischer Bauingenieur, der auf dem Gebiet des Brückenbaus insbesondere durch Planung und Bau der George Washington Bridge und der Verrazzano-Narrows Bridge bekannt wurde.

## Leben
Ammann wurde in Feuerthalen bei Schaffhausen geboren, zog aber bald mit seinen Eltern nach Kilchberg am Zürichsee. Nach dem Besuch der Industrieschule in Zürich von 1894 bis 1897 und eventuell einem Praktikum auf der Baustelle der Hängebrücke Langenargen (1896/1897 erbaut) studierte er Bauingenieurwesen am Eidgenössischen Polytechnikum Zürich. Während seiner Studienzeit war er Mitglied der Akademischen Turnerschaft Utonia zu Zürich. Seine Lehrer waren unter anderen Wilhelm Ritter und Ludwig von Tetmajer. 1902 schloss er sein Studium mit dem Bauingenieur-Diplom ab.

### Erste Jahre in den USA
Nach ersten Tätigkeiten in der Schweiz und in Frankfurt am Main zog er 1904 in die USA, ursprünglich nur für zwei Jahre, um seine beruflichen Kenntnisse zu vertiefen. Im grossen Ingenieurbüro von Joseph Mayer in New York City konnte er die ersten Erfahrungen im Bau grosser Brücken sammeln. Als das Ingenieurbüro sein Personal reduzieren musste, wechselte er zur Pennsylvania Steel Company in Harrisburg, wo er Einblicke in die Stahlproduktion und -montage erhielt, arbeitete daneben aber weiter für Joseph Mayer. 1905 kehrte er für wenige Wochen nach Zürich zurück, um seine Jugendfreundin Lily Selma Wehrli zu heiraten. Anschliessend war er zwei Monate bei McClintic-Marshall tätig, danach arbeitete er in Chicago im Büro von Ralph Modjeski, einem angesehenen Brückenbauer, und bald danach wieder bei der Pennsylvania Steel Company als Leiter einer Planungsgruppe. 1907 traf er Frederic C. Kunz, der neben Joseph Mayer und Ralph Modjeski einer der wenigen Experten für Brücken mit grossen Spannweiten war. Nach dem Einsturz der im Bau befindlichen Québec-Brücke über den Sankt-Lorenz-Strom war das Büro Kunz & Schneider mit der Überprüfung der Planung der Queensboro Bridge beauftragt worden, die Kunz weitgehend von Ammann durchführen liess. Anschliessend half Ammann ihm bei den Untersuchungen des Einsturzes der Québec-Brücke. 1909 gab er schliesslich seinem Drängen nach und wurde Mitarbeiter seines Büros in Philadelphia. Dort erstellte er unter anderem einen Entwurf für den Wiederaufbau der Québec-Brücke, plante verschiedene andere Brücken und arbeitete am Buch Design of Steel Bridges, das allerdings erst nach seinem Ausscheiden bei Kunz & Schneider unter deren Namen veröffentlicht wurde.

### Tätigkeit für Gustav Lindenthal
Gustav Lindenthal, der sich mit Planung und Bau der Hell Gate Bridge befasste, welche damals die weitest gespannte Bogenbrücke der Welt war, stellte Othmar Ammann 1912 als first assistant ein. Damit war für Ammann wohl endgültig geklärt, dass er dauerhaft in den USA bleiben würde. In Lindenthals Ingenieurbüro begegnete er dem etwas jüngeren David B. Steinman. Am 6. August 1914 reiste er wegen der Kriegsgefahr überstürzt in die Schweiz, wurde aber nach drei Monaten von seinen militärischen Pflichten freigestellt. Im Dezember 1914 kam er nach New York zurück. Während seiner Abwesenheit war Steinman zu Lindenthals first assistant ernannt worden. Sofort nach seiner Rückkehr erhielt Ammann wieder diese Position, was wohl der Ausgangspunkt zu einer lebenslangen Rivalität der beiden grossen Brückeningenieure war. 1917 waren die Hell Gate Bridge und auch die Sciotoville Bridge fertig. Als am 6. April 1917 die USA dem Deutschen Reich den Krieg erklärten, hatte Lindenthals Büro plötzlich keine Aufträge mehr. Durch Vermittlung Lindenthals konnte Ammann in der Not den Posten des Managers der Just Such Clay Co. in New Jersey übernehmen, die er in kurzer Zeit wieder profitabel machte. Zu Othmar Ammanns Aufgaben gehörte später der Entwurf einer Hängebrücke über den Hudson River, der sich damals als zu teuer herausstellte.

### Erstes eigenes Ingenieurbüro
Differenzen mit Lindenthal führten dazu, dass Ammann sich 1923 selbständig machte. Er erstellte erste Entwürfe für eine Brücke über den Hudson an einer anderen, schmaleren Stelle. Um die Kosten für die kürzere Brücke weiter zu senken, sollte sie zunächst nur eine Ebene für sechs Fahrspuren und zwei breite Gehwege haben, aber so konstruiert sein, dass später eine zweite Ebene für Kraftfahrzeuge und Eisenbahnzüge im Vorortverkehr angefügt werden könnte. Damit konnte er eine Brücke anbieten, die deutlich weniger kostete als die von Lindenthal und anderen Konkurrenten angebotenen Brücken. 1924 wurde Ammann auch US-amerikanischer Staatsbürger.

### Chefingenieur der New Yorker Hafenbehörde
1925 wurde er Chefingenieur der Port of New York Authority, die für den Bau von Brücken und Tunneln im Gebiet des New Yorker Hafens zuständig war. In dieser Position leitete er die Fertigstellung der von ihm geplanten Outerbridge Crossing und der Goethals Bridge, plante und baute die Bayonne Bridge und erhielt die Zustimmung zu seinem endgültigen Plan und zum Bau der Brücke über den Hudson River, der dem Entwurf Lindenthals vorgezogen wurde. Es war seine erste, eigenständig geplante und gebaute Hängebrücke. Sie wurde schliesslich die George Washington Bridge, die mit 1067 Meter fast die doppelte Spannweite der Ambassador Bridge hatte, der bis dahin längsten Hängebrücke. Unter Ammanns Leitung wurde sie 1931 sechs Monate vor dem geplanten Termin fertig und das Budget in Höhe von 60 Millionen Dollar wurde nicht ausgeschöpft. Diese Brücke begründete Ammanns Ruf als einer der wichtigsten Brückenbauer des 20. Jahrhunderts. Der Lincoln Tunnel wurde ebenfalls unter seiner Leitung gebaut.
Seine Frau Lilly starb 1933 im Alter von 55 Jahren. Sie hinterliess ihm zwei Söhne und eine 11 Jahre alte Tochter. Othmar Ammann heiratete zwei Jahre später die Schweizerin Kläry Nötzli-Vogt, die Witwe von Fred A. Nötzli, einem international bekannten Fachmann für Staumauern, mit dem Ammann befreundet war.

### Chefingenieur des New Yorker Brückenbaus
1934 sorgte Robert Moses dafür, dass Ammann zusätzlich zu seiner Tätigkeit für die Port Authority auch zum Chefingenieur der gerade gegründeten Triborough Bridge Authority bestellt wurde. Dieses unabhängige Bauamt sollte zunächst nur den 1929 abgebrochenen Bau der Triborough Bridge vollenden, wurde von Robert Moses aber bald zu einer Stadtplanungs- und -baubehörde mit weiten Zuständigkeiten ausgestaltet. Ammann war hier ausser für die Triborough Bridge auch für die Planung und den Bau der Bronx-Whitestone Bridge zuständig und wurde später, als er sich schon selbständig gemacht hatte, von Robert Moses auch mit der Planung der Throgs Neck Bridge beauftragt.
Othmar Ammann hatte sich weithin einen Ruf als Brückenbauexperte erworben und wurde deshalb ausserhalb seines New Yorker Aufgabenbereiches immer wieder um Rat gebeten. So war er beim Entwurf und Bau der Golden Gate Bridge 1931–1937 als beratender Ingenieur massgeblich beteiligt. Nach dem Einsturz der Tacoma-Narrows-Brücke im Jahre 1940 wurde er in die Kommission zur Aufklärung der Ursachen berufen.

### Ingenieurbüro Ammann & Whitney
1939, im Alter von 60 Jahren, beendete er seine Tätigkeit bei den New Yorker Behörden und eröffnete sein eigenes Ingenieurbüro, das er 1946 zusammen mit dem bekannten Betonbau-Ingenieur Charles Whitney zum Büro Ammann & Whitney erweiterte. Die Partner und ihr Büro waren in den folgenden Jahrzehnten weltweit an einer Vielzahl von Grossprojekten beteiligt. 86-jährig erlebte Ammann noch 1965 die Einweihung der ebenfalls von Robert Moses beauftragten Verrazzano-Narrows Bridge in New York, welche er noch mitgeplant hatte und die mit einer Spannweite von 1298 m einen neuen Weltrekord aufstellte.

## Schriften
Othmar Ammann verfasste eine Fülle von Manuskripten und Publikationen zu den verschiedensten Brücken und den damit zusammenhängenden technischen Aspekten. Zu den bekanntesten gehören wohl die in den USA lange als Bibel des Brückenbaus geltenden
- Specifications for Design of Bridges Carrying Highway and Electric Rail Passenger Traffic.  Port of New York Authority, Bridge Department, 1929.

## Ehrungen

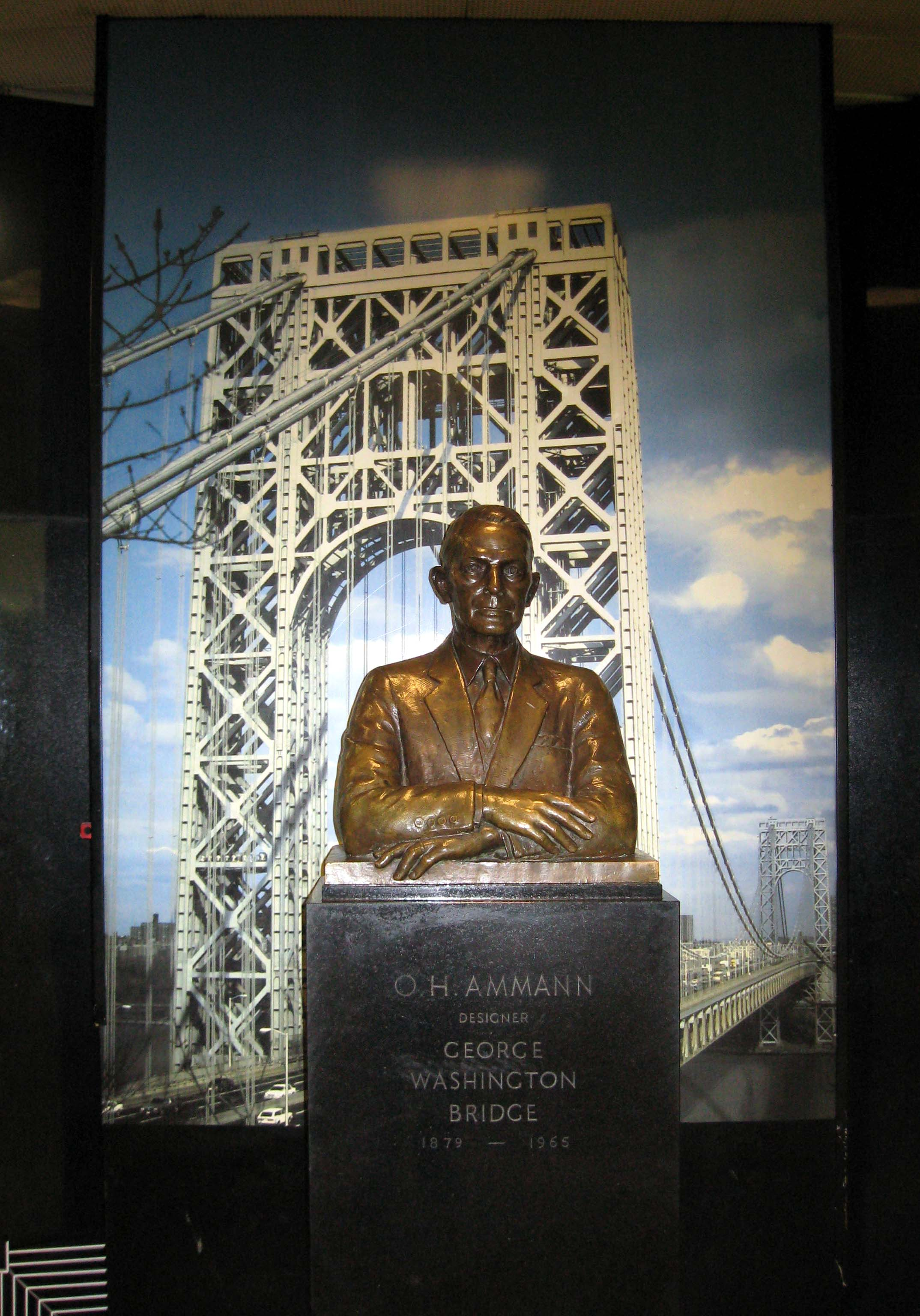
Büste im Busbahnhof der George Washington Bridge in Manhattan (1962)

Ammann wurde mit den Ehrendoktorwürden der ETH Zürich und zahlreicher US-amerikanischer Universitäten ausgezeichnet. Im Busbahnhof an der George Washington Bridge wurde 1962 eine Bronze-Büste von Othmar Ammann enthüllt. 1964 verlieh ihm Präsident Lyndon B. Johnson die National Medal of Science, die er als erster Bauingenieur überhaupt erhielt. Er erhielt zahlreiche weitere Ehrungen. Die Othmar-Ammann-Bridge in Morris County im US-Bundesstaat New Jersey ist nach ihm benannt. Der Othmar-Ammann-Playground befindet sich in East Harlem in New York City.

## Bauwerke (Auswahl)

### Brücken
- Outerbridge Crossing (eröffnet 29. Juni 1928)
- Goethals Bridge (eröffnet 29. Juni 1928)
- George Washington Bridge (eröffnet 24. Oktober 1931)
- Bayonne Bridge (eröffnet 15. November 1931)
- Triborough Bridge (eröffnet 11. Juli 1936)
- Golden Gate Bridge (als Berater) (eröffnet 28. Mai 1937)
- Bronx-Whitestone Bridge (eröffnet 29. April 1939)
- Throgs Neck Bridge (eröffnet 11. Januar 1961)
- Verrazzano-Narrows Bridge (eröffnet 21. November 1964)[16]

### Tunnel
- Lincoln Tunnel (eröffnet 22. Dezember 1937)

## Dokumentarfilm
- Martin Witz: Gateways to New York – Othmar H. Ammann and His Bridges. 2019, 88 min.[17]